# Интрафувасак, Тасанапол
Тасанапол Интрафувасак (тайск. ทัศนพล อินทรภูวศักดิ์; род. 14 ноября 2005, Таиланд) — тайский автогонщик команды PHM Racing в Формуле-3. Талантливый гонщик, добившийся успеха в региональных соревнованиях — в сезоне 2021 года одержал победу в Британской Формуле-4, а в сезоне 2022 года одержал победу в Формуле-4 ОАЭ, Испанской Формуле-4, и показал исключительную результативность в серии Ultimate Cup, где одержал пять побед. В сезоне 2023 года Интрафувасак завоевал два поула в Еврокубке, продемонстрировав свою универсальность и неизменный талант.